# Callidora
Callidora is een geslacht van insecten uit de orde vliesvleugeligen (Hymenoptera) en de familie Ichneumonidae.

## Soorten
- C. albovincta (Holmgren, 1860)
- C. analis (Gravenhorst, 1829)
- C. atrognatha Tigner, 1969
- C. rasnitsyni Kasparyan, 2011
- C. surata Tigner, 1969
- C. tegularis Tigner, 1969